# Objectory
Objectory (formalmente Objectory AB) è una software house svedese fondata da Ivar Jacobson nel 1987. È nota soprattutto per aver definito il metodo di sviluppo a oggetti omonimo, in cui si trovano molti elementi che in seguito Jacobson riprese nel suo lavoro presso Rational Software e che vennero inclusi, rimaneggiati e perfezionati, nello standard di modellazione a oggetti Unified Modeling Language (UML). In particolare, Objectory comprendeva una prima versione dei diagrammi di attività e di sequenza di UML, oltre ad avere una propria notazione per la descrizione di macchine a stati finiti analoghe a quelle descrivibili in UML nei diagrammi di stato.
Nel 1991 l'azienda fu acquisita da Ericsson, e nel 1995 venne ceduta da Ericsson a Rational.